# Roma Maxima
De Roma Maxima is een voormalige eendagse wielerwedstrijd in Italië, die elk jaar in maart wordt verreden in de regio Latium, nabij Rome.
De wedstrijd werd voor het eerst in 1933 verreden onder de naam Ronde van Lazio. In de jaren 1937, 1941, 1959 en 1966 was de wedstrijd tevens het Italiaans NK wielrennen. Op de erelijst staan voornamelijk Italianen.
In de beginjaren (t/m 1958) werd de koers enkele keren afwijkend van opzet verreden. 
- Als etappekoers in: 1933, 1934, 1935, 1936, 1945, 1948
- In 1949 werd er naast de dagwedstrijd een etappekoers verreden (gewonnen door de Italiaan Luciano Frosini)
- In 1957 werd de wedstrijd als individuele tijdrit verreden
- In 1958 werd er naast de dagwedstrijd een tijdrit verreden

Voor de invoering van de UCI ProTour in 2005 was het een wedstrijd buitencategorie, de hoogste categorie eendaagse wedstrijden na de wereldbeker, maar in tegenstelling tot de andere drie buitencategorie wedstrijden, maakte de Ronde van Lazio geen deel uit van de ProTour, maar van het Europese continentale circuit, de UCI Europe Tour.
In 2013 en 2014 is de race nog verreden onder de naam Roma Maxima, maar is daarna van de wielerkalender verdwenen.
Twee Belgen wonnen deze koers, Martin Van Den Bossche in 1972 en Roger De Vlaeminck in 1975 en 1976. Geen Nederlander zegevierde in deze koers.

## Erelijst

### Meervoudige winnaars
| Overwinningen | Renner             | Land        | Jaren            |
| ------------- | ------------------ | ----------- | ---------------- |
| 3             | Francesco Moser    | Italië      | 1977, 1978, 1984 |
| 3             | Andrea Tafi        | Italië      | 1991, 1996, 1998 |
| 2             | Fiorenzo Magni     | Italië      | 1951, 1956       |
| 2             | Nino Defilippis    | Italië      | 1958, 1962       |
| 2             | Bruno Mealli       | Italië      | 1961, 1964       |
| 2             | Michele Dancelli   | Italië      | 1966, 1970       |
| 2             | Roger De Vlaeminck | België      | 1975, 1976       |
| 2             | Silvano Contini    | Italië      | 1979, 1983       |
| 2             | Charly Mottet      | Frankrijk   | 1988, 1989       |
| 2             | Maurizio Fondriest | Italië      | 1990, 1994       |
| 2             | Pascal Richard     | Zwitserland | 1993, 1995       |

### Overwinningen per land
| Overwinningen | Land                                   |
| ------------- | -------------------------------------- |
| 59            | Italië                                 |
| 3             | België, Frankrijk, Zwitserland         |
| 2             | Spanje                                 |
| 1             | Noorwegen, Verenigd Koninkrijk, Zweden |